# Rosen Plevneliev

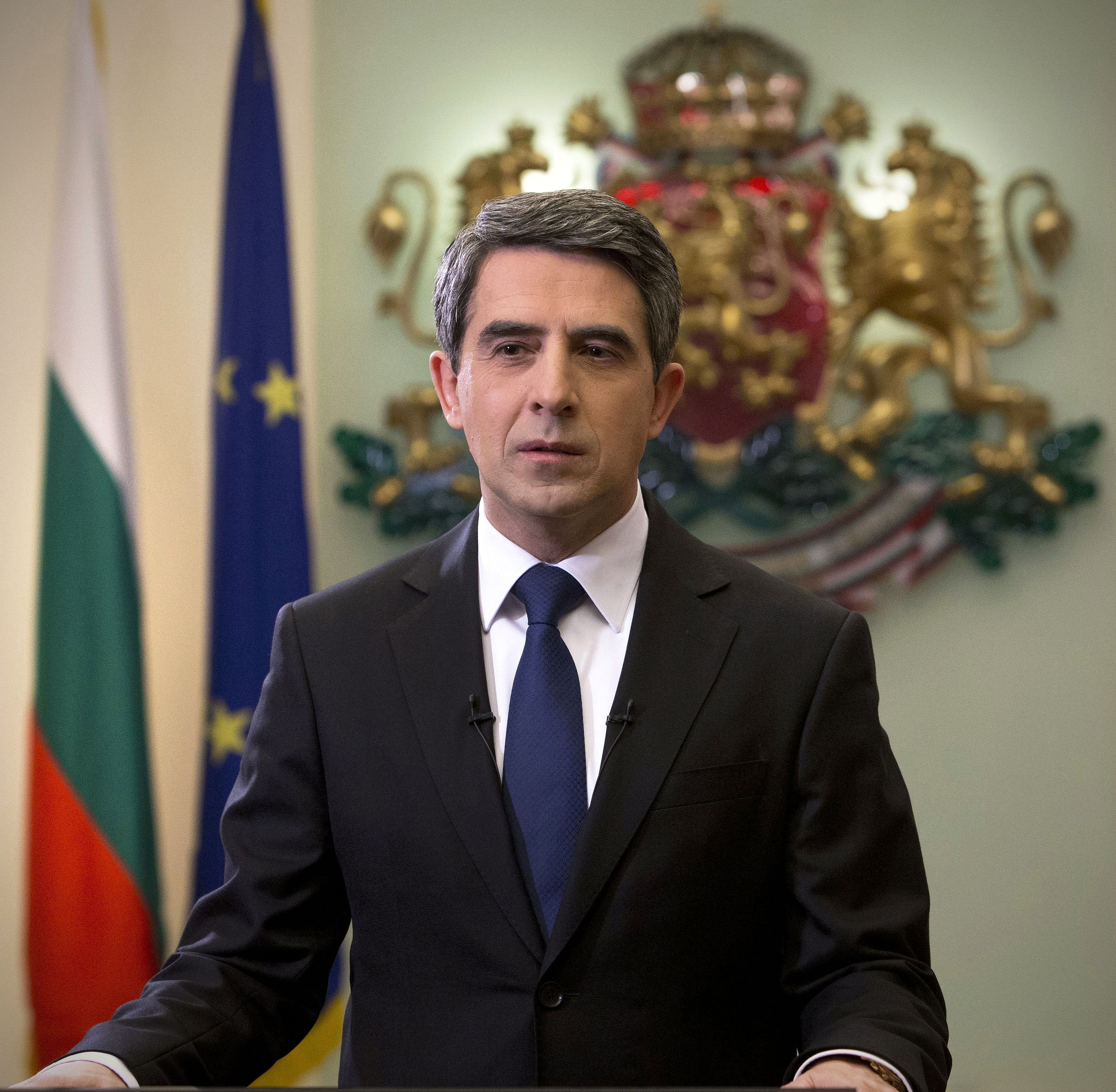
Rosen Plevneliev

Rosen Asenov Plevneliev (Bulgaars: Росен Асенов Плевнелиев) (Gotse Deltsjev, 14 mei 1964) was van 2012 tot 2017 de president van de Republiek Bulgarije. Voordat hij president werd was hij van juli 2009 tot september 2011 minister van Regionale Ontwikkeling en Openbare Werken.

## Levensloop
Rosen Plevneliev is geboren in het Bulgaarse dorp Gotse Deltsjev als zoon van een leraar literatuur en een lerares wiskunde. Zijn voorouders waren vluchtelingen uit Macedonië waar zij leefden in Prosotsani. 

Plevneliev ging naar de middelbare school in Blagoëvgrad waar hij een specialisatie in wiskunde deed. Na zijn middelbare school vervulde hij van 1982 tot 1984 zijn dienstplicht aan de militaire school voor reserve officieren in Pleven en in het commando centrum van het algemeen personeel. Na zijn dienstplicht studeerde hij in 1989 af aan de Technische Universiteit van Sofia in computerwetenschappen. Direct na zijn studie ging hij werken bij het Instituut voor microprocessortechnologie. Na de val van het communisme verloor hij zijn baan bij het instituut en begon een eigen bouwbedrijf. Zijn bedrijf 'Iris International' was onder andere verantwoordelijk voor de bouw van het BNP Paribas kantoor in Sofia en de bouw van het Business Park Sofia. Zelf werkte Plevneliev in Duitsland voor het bedrijf, waar hij in zijn tijd daar verantwoordelijk was voor 80 projecten. Onder deze projecten zat de Reichstag, Commerzbank, Luchthaven München en Luchthaven Düsseldorf.

Plevneliev is getrouwd met Yuliyana Plevnelieva en heeft drie kinderen.

## Politiek
Op 27 juli 2009 werd hij benoemd tot minister van Regionale Ontwikkeling en Openbare Werken, dit was hij tot 9 september 2011. Tijdens zijn ministerschap was hij verantwoordelijk voor: het versnellen van de bouw van de snelwegen in Bulgarije, een strategie voor wegenbouw, het Nationale Energie Bespaar Programma, het bereiken van een evenwichtige regionale ontwikkeling en een nieuwe benadering van verdelen van EU gelden in Bulgarije.

Op 4 september 2011 werd Plevneliev door de Burgers voor Europese Ontwikkeling van Bulgarije partij (GERB) uitgeroepen tot presidentskandidaat voor de partij. Tijdens de eerste ronde van de presidentsverkiezingen op 23 oktober 2011 won hij 40,11% van de stemmen, in de tweede ronde won hij met 52,58% nipt van de socialistische Ivajlo Kalfin. Na zijn eed op 19 januari 2012 begon hij op 22 januari zijn werk als president, na het overgenomen te hebben van zijn voorganger Georgi Parvanov. Zijn eerste officiële bezoek was aan Italië op 29 maart 2012. In mei 2016 liet Plevneliev weten zich niet herkiesbaar te stellen. In januari 2017 werd hij opgevolgd door Rumen Radev.
Naar aanleiding van de protesten tegen het kabinet-Borisov organiseerde Plevneliev de 'Dialoog met de burger'; tijdens drie debatten werden de markteconomie, gerechtelijk systeem en media-vrijheid behandeld.

## Onderscheidingen
- Grootkruis in de Orde van de Verlosser (Griekenland)[1]